# Immisitzung
Die Immisitzung ist eine Sitzung im Kölner Karneval im Stil einer kabarettistischen Nummernrevue. Das rund dreistündige Programm geht satirisch dem gesellschaftlichen Treiben und dem Karneval aus Sicht der Zugezogenen auf den Grund. Selbst erklärtes Ziel der Veranstaltung ist die Förderung der Integration von Migranten in den Kölner Karneval.
Die Sitzung wird von einem Ensemble von rund 20 Schauspielern, Sängern, Musikern, Tänzern und Puppenspielern aufgeführt, die aus acht verschiedenen Ländern stammen. Das Motto der Immisitzung lautet: „Jede Jeck is von woanders.“

## Geschichte
Die Immisitzung wurde in der Karnevalssession 2010 von einem Kollektiv von Schauspielern, Musikern und Produzenten mit dem Ziel gegründet, eine Karnevalssitzung mit vielfältigem kulturellen Hintergrund zu veranstalten.
Die Bezeichnung Imi steht im Kölner Volksmund für Menschen, die nicht in Köln geboren wurden, also „Kölner nur imitieren“. Das zweite M in „Immisitzung“ bezieht sich auf „Immigranten“. Im Ensemble wie auch im Publikum der Immisitzung sind Imis aus Oberfranken genauso vertreten wie Immigranten aus der Türkei und anderswo.
Im Jahr 2020 spielte das internationale Ensemble an 25 ausverkauften Terminen mit insgesamt über 10 000 Gästen. Damit waren sie nach der Stunksitzung die zweitgrößte alternative Karnevalssitzung in Köln.
Nach einer dreijährigen Pause wegen der COVID-19-Pandemie lockte die Veranstaltung 2024 wieder mehr als 7000 Zuschauer in die Kölner Südstadt und die Stadthalle Mülheim.

## Konzept
Das Konzept der Immisitzung ist eine revueartige Abfolge von Sketchen, Songs, Tanzchoreographien und Moderationen. Anders als bei klassischen Karnevalssitzungen gibt es bei der Immisitzung keinen Elferrat, keine Büttenredner und keine Gastauftritte von Künstlern. Die Revue hat vielmehr ein eigenes Ensemble aus Schauspielern, Sängern, Musikern, Puppenspielern und Tänzern.
Die Sketche beschäftigen sich mit gesellschaftlichen und politischen Themen, die öfter auch den Alltag von Nicht-Deutschen und Nicht-Kölnern in Köln aufgreifen. Fester Bestandteil der Karnevalssitzung sind auch eigenkomponierte Songs und umgetextete Coverversionen bekannter Lieder, die manchmal auch Teil der Theaterszenen der Show sind. Dabei greifen die Musiker und Sänger musikalische Einflüsse aus verschiedenen Ländern auf.
Zwischen den Sketchen und Songs kommentieren zwei Puppen, die die Geister verstorbener Kölner Dombaumeister darstellen – ein Deutscher und ein Franzose – sowohl das Geschehen auf der Bühne als auch gesellschaftliche Ereignisse. Die Schauspieler sprechen Deutsch, nehmen aber in Sketchen oft Bezug auf ihre Muttersprachen. Einige Dialoge werden auch auf Kölsch gesprochen.

### Regie
- 2010–2011: Selda Akhan
- 2012–2018: Joschi Vogel
- 2019: Franco Melis
- 2020: Franco Melis, Joschi Vogel

### Sitzungspräsidentinnen
- 2010–2013: Katja Solange Wiesner
- 2014– : Myriam Chebabi[8]